# 佐久間勝豊
佐久間 勝豊（さくま かつとよ）は、江戸時代前期の大名。信濃長沼藩3代藩主。

## 生涯
2代藩主佐久間勝友の長男。寛永19年（1642年）閏9月1日、父の死去により8歳で長沼藩主の家督を相続した。このとき弟の勝興に3000石を分知したため、以後長沼藩は1万石となった。
勝豊の藩主継承にあたり、所領のうちで祖父勝之以来着々と開発を進めてきた飯縄山東麓の新田村々が幕府直轄領に組み替えられた。これは山野・水源の資源をめぐる平坦部の里方村々との軋轢を生じ、寛文7年（1667年）から4年間にわたる大規模な山論が争われることになった。延宝6～8年（1678年～80年）には領内検地を実施。表高1万石に加えて新たに3,070石の増高を打ち出したという。
正保4年（1647年）6月2日、地震によって破損した江戸城石塁の普請の課役を負担。延宝9年（1681年）将軍徳川家綱死去後には寛永寺の家綱霊廟前に石灯籠を奉納した。寛文元年（1661年）12月28日、従五位下備中守に任官、後に安房守に改めた。
人物評としては、延宝3年（1675年）39歳当時の「文武を学ばざれども才智発明にして弁より仁道に叶へり（中略）所行悪き事なし（中略）少々病気たる故、世間の勤めを怠る、樹景の好み養生とすると云へり」という『武家勧懲記』の記述がある。
貞享2年（1685年）江戸で死去。51歳。養子の勝親（秋月種信の五男）が跡を継いだ。